# Пелалаван
Пелалаван (индон. Pelalawan) — округ в провинции Риау. Административный центр — город Панкалан-Керинчи.

## История
Округ был выделен из округа Кампан в 1999 году.

## Административное деление
Округ делится на следующие районы:
- Бандар-Петаланган
- Бандар-Сей-Киджанг
- Бунут
- Керумутан
- Куала-Кампар
- Лангам
- Панкалан-Керинчи
- Панкалан-Курас
- Панкалан-Лесунг
- Пелалван
- Телук-Меранти
- Укуй